# Lauren Wilkinson
Lauren Wilkinson (* 17. Oktober 1989 in Vancouver) ist eine kanadische Ruderin.
Die 1,80 Meter große Wilkinson hat einen Studienabschluss der Princeton University, sie rudert für den Burnaby Lake Rowing Club in Burnaby.
Wilkinson begann 2000 mit dem Rudersport. 2007 belegte sie den sechsten Platz im Einer bei den Junioren-Weltmeisterschaften. 2009 erreichte sie mit dem kanadischen Achter den vierten Platz bei den U23-Weltmeisterschaften, 2010 gewann sie die Bronzemedaille und 2011 erruderte sich der kanadische Achter die Goldmedaille. 2012 rückte sie in den kanadischen Achter in der Erwachsenenklasse auf. Der Achter belegte beim Weltcup in Luzern den zweiten Platz hinter dem US-Achter; den Weltcup in München gewannen die Kanadierinnen, da der US-Achter nicht antrat. Die olympische Regatta 2012 wurde auf dem Dorney Lake bei Eton ausgetragen, dort siegten die US-Ruderinnen, der kanadische Achter erhielt Silber in der Besetzung Janine Hanson, Rachelle Viinberg, Krista Guloien, Lauren Wilkinson, Natalie Mastracci, Ashley Brzozowicz, Darcy Marquardt, Andréanne Morin und Lesley Thompson.
Nach einem Jahr Pause kehrte Wilkinson 2014 in den kanadischen Achter zurück und gewann die Silbermedaille bei den Weltmeisterschaften hinter dem US-Boot. Bei den Weltmeisterschaften 2015 siegte der US-Achter vor den Neuseeländerinnen und den Kanadierinnen. Bei den Olympischen Spielen 2016 belegte der kanadische Achter den fünften Platz.